# Alachua, Florida
Alachua är en stad (city) i Alachua County, i delstaten Florida, USA. Enligt United States Census Bureau har staden en folkmängd på 9 139 invånare (2011) och en landarea på 90 km².